# È una sporca faccenda, tenente Parker!
È una sporca faccenda, tenente Parker! (McQ) è un film statunitense del 1974 diretto da John Sturges. Dal film fu tratto un romanzo scritto da Alexander Edwards e pubblicato nel 1974 dalla Warner Bros.
È un film d'azione statunitense a sfondo poliziesco con John Wayne, Eddie Albert e Diana Muldaur. John Wayne interpreta un tenente della polizia di Seattle che indaga per conto proprio sull'omicidio di un agente.

## Trama
Il tenente Lou Parker (Lon McHugh nella versione originale da cui il titolo originale McQ) è un detective della polizia di Seattle piuttosto sbrigativo e manesco: per questo il suo capo Ed Kosterman cerca di limitarne l'attività, considerato che i mezzi cui ricorre gli procurano spesso grane con i superiori.
Stan Boyle, collega e amico di lunga data di Lou, viene ucciso in una sparatoria: Lou sospetta subito del boss locale della droga Manny Santiago. Lou pedina Santiago fino ad un bar, dove l'uomo si incontra col suo avvocato, poi lo raggiunge nella toilette e lo riempie di botte. I suoi avvocati protestano in procura e Kosterman sospende Parker dal servizio, annunciandogli l'apertura di un'inchiesta sul suo conto, e per risposta Parker si dimette dalla polizia.
Va quindi a trovare Rosey, un grosso spacciatore, che fino al giorno prima delle sue dimissioni era un suo informatore: la notizia che Parker non è più un poliziotto però si è sparsa, e Rosey all'inizio rifiuta seccamente di collaborare. Parker gli offre allora dei soldi, riuscendo così a vincere le sue resistenze e venendo a sapere che qualcuno sta preparando una rapina clamorosa, e che Santiago ha assoldato alcuni loschi individui provenienti da altri Stati. Parker sottrae inoltre della droga a Rosey e si reca poi a casa di Myra, una cameriera non più giovanissima, ma ancora piuttosto in forma e piacente, che era un'informatrice di Stan. Dapprima Myra lo accoglie a pesci in faccia; Parker tenta di ingraziarsela offrendole la droga, ma senza successo. Poi, anche a seguito dei commenti di Lou sulla sua avvenenza, Myra si ammorbidisce fino a chiedergli di passare la notte con lei, promettendogli di rivelargli il mattino seguente quanto sa. Lou si sacrifica per la causa e riceve il mattino la conferma di quanto dettogli la sera prima da Rosey, cui si aggiunge però il consiglio di indagare anche all'interno della polizia.
Al commissariato, Parker assiste alla partenza di un carico di droga per l'incenerimento, il che gli fa venire un sospetto, soprattutto quando sente dire a uno dei poliziotti che quel carico vale due milioni di dollari. Non potendo sapere dove il carico verrà incenerito, Lou segue con la sua auto il furgone della polizia e giunge a un ospedale. Pedina i poliziotti fino alla porta d'ingresso dell'inceneritore, ma il poliziotto di servizio in ospedale gli vieta l'ingresso. Intanto, nella sala dell'inceneritore, avviene la rapina: tre individui armati si fanno consegnare la droga dai poliziotti e li stordiscono, per poi nasconderla in grossi cestoni di biancheria. Lou torna giusto in tempo per vedere il terzetto allontanarsi spingendo i cesti; li segue, ma è costretto a ripararsi quando i rapinatori aprono il fuoco. Riesce appena in tempo a veder caricare la biancheria su un furgone della lavanderia e quindi si mette all'inseguimento con la sua auto, ma li perde nel traffico.
Parker si reca quindi da Lois, moglie di Stan Boyle, che gli riferisce che in realtà lei ed il marito non andavano più da tempo d'accordo e che stavano per separarsi.
Parker va quindi negli uffici di Santiago: sulla scrivania di Santiago trova un carico di pacchetti bianchi, e subito crede che siano gli stessi contenenti la droga rapinata in ospedale, ma si tratta di semplice zucchero: qualcuno ha sostituito la vera droga prima che questa uscisse dal magazzino della polizia, imbrogliando così anche Santiago. Dopo aver regolato i conti con Parker, lo lascia andare. Lou rientra a casa e telefona al suo collega investigatore privato per informarlo della cosa, venendo inoltre a sapere dell'assassinio di Myra. Sceso nel vicolo dove abita e salito in macchina, viene sorpreso da due grossi camion che gli bloccano ogni via di scampo: senza il provvidenziale passaggio di una pattuglia, sarebbe finito stritolato tra le lamiere dell'auto.
L'autovettura semi-distrutta viene portata al parcheggio delle auto della polizia e Parker in ospedale. Qui non gli vengono riscontrate lesioni ma, per prudenza, gli viene intimato di fermarsi 24 ore in osservazione, cosa che Lou si guarda bene dal fare: approfittando di una distrazione dell'infermiera che lo accompagna alla sua stanza, lascia l'ospedale e con un taxi si reca al deposito delle auto della polizia. Qui, esaminando il rottame della sua Pontiac Firebird, trova tracce di droga e scopre la verità: la vettura, che gli era stata chiesta in prestito più volte dall'amico Stan, era stata usata più volte per nascondere la droga sottratta al magazzino dei corpi di reato. Stan Boyle era quindi coinvolto nella vicenda. Intanto però arrivano a sirene spiegate alcune auto della polizia con Kosterman, che lo crede colpevole e gli intima di uscire a mani alzate. Lou s'impadronisce di un'auto della polizia lì parcheggiata e riesce a fuggire. L'indomani mattina va da Lois, che ha fatto le valigie e sta andando all'aeroporto: vuole recarsi a casa di parenti per un certo tempo e Parker si offre di accompagnarla. Strada facendo l'accusa di essere lei stessa una delle artefici del piano criminale, complice il defunto marito, e di fronte al suo rifiuto inizia a buttare dal finestrino le valigie: Lou è convinto che una contenga la droga, e all'ultima rimasta Lois conferma i suoi sospetti, implorandolo di non gettarla e proponendogli di dividere il bottino.
Intanto però c'è un'auto che li segue; Parker ordina a Lois di svoltare a destra su uno sterrato che li porta dritti alla spiaggia. Raggiunti, ingaggiano una sparatoria con l'inseguitore, che resta ucciso: il cadavere è quello del consigliere comunale Franklin Toms, che Lois rivelerà essere il suo amante. Appena il tempo di riconoscerlo ed arrivano altre due auto, con a bordo Santiago ed i suoi scagnozzi. Lungo, spettacolare inseguimento a filo della battigia: quando la prima delle auto dei fuorilegge si affianca a quella di Lois, Parker estrae una machine-pistole, che aveva preso in prestito forzoso da un amico armaiolo, e con un paio di raffiche ne provoca il ribaltamento e l'eliminazione dei passeggeri. Ora le due auto rimaste, quella con Lois e Lou e quella con Santiago e il suo autista, si fronteggiano: Santiago reclama il diritto ad avere il suo bottino, offrendo a Lou di pagarglielo il giusto prezzo, ma questi rifiuta e lancia la valigia a pelo d'acqua. Quando l'autista cerca di recuperarla, Parker la crivella di colpi, cosicché l'intero carico si dissolva nel mare. Intanto però uno dei componenti l'equipaggio dell'auto ribaltata si desta dallo svenimento e cerca di sparare a Lou, che lo fredda con una sventagliata di proiettili ed elimina anche Santiago e l'autista, che avevano nel frattempo tentato di sparargli. Arriva infine la polizia e Lois viene arrestata; Kosterman restituisce distintivo e pistola a Parker, insieme alle sue scuse. Parker però prende tempo sul suo ritorno in polizia, proponendo piuttosto a Kosterman di andare a parlarne in un bar appena di fronte a loro, riprendendosi il distintivo.

## Produzione
Il film, diretto da John Sturges su una sceneggiatura di Lawrence Roman, fu prodotto da Arthur Gardner e Jules V. Levy e dallo stesso Roman per la Batjac Productions e girato ad Aberdeen, nella riserva indiana dei Quinault e a Seattle, nello stato di Washington, dal 4 giugno all'agosto del 1973.

## Distribuzione
Il film fu distribuito con il titolo McQ negli Stati Uniti dal 6 febbraio 1974 (première a Seattle il 4 gennaio 1974) al cinema dalla Warner Bros. Pictures.
Alcune delle uscite internazionali sono state:
- nel Regno Unito il 3 marzo 1974
- in Italia il 15 marzo 1974[6]
- in Svezia il 15 marzo 1974
- in Francia il 10 aprile 1974 (Un silencieux au bout du canon)
- in Finlandia il 10 maggio 1974 (McQ - asekettu)
- ad Hong Kong il 6 giugno 1974
- in Danimarca il 10 giugno 1974 (McQ renser ud)
- in Giappone il 29 giugno 1974
- in Spagna il 1º luglio 1974 (McQ)
- in Germania Ovest il 22 agosto 1974 (McQ schlägt zu)
- in Norvegia il 10 ottobre 1974
- in Ungheria l'11 gennaio 1979 (Detektív kÈt tuz között)
- in Austria (McQ schlägt zu)
- in Brasile (McQ - Um Detective Acima da Lei)
- in Serbia (MekKju)
- in Grecia (To vromiko kolpo tou epitheoriti McQ)
- in Portogallo (Um Detective Acima da Lei)
- in Italia (È una sporca faccenda, tenente Parker!)

## Critica
Secondo il Morandini "A 67 anni John Wayne è piuttosto a disagio in abiti moderni e in un personaggio che lo obbliga a imitare Clint Eastwood". John Wayne aveva rifiutato il ruolo di Harry Callaghan alcuni anni prima: i produttori di Ispettore Callaghan: il caso Scorpio è tuo! avevano scelto per l'ambientazione la città di Seattle in una delle prime versioni del copione, ma dopo l'ingaggio di Eastwood fu sostituita da San Francisco. Il film risulterebbe, a conti fatti, solo un mero "thriller di azione violenta senza coesione né credibilità". Secondo Leonard Maltin risultano "belle le scene d'azione ma è tutto".

## Promozione
Le tagline sono:
- "Wayne on wheels!".
- "McQ-he's a busted cop, his gun is unlicensed, his methods are unlawful and his story is incredible!".